# Поле (алгебра)
По́ле (англ. field — поле, нім. körper — тіло) — алгебрична структура, для якої визначено дві пари бінарних операцій: додавання/віднімання та множення/ділення, що задовольняють умови, подібні до властивостей арифметичних операцій над раціональними, дійсними або комплексними числами.

## Означення
Поле — комутативне кільце {\displaystyle \ F}, в якому кожен ненульовий елемент {\displaystyle \ a\neq 0} має обернений {\displaystyle a^{-1}\in F}.
Більш детально це означає:
- {\displaystyle \ F} є комутативною групою по додаванню;
- {\displaystyle \ F\setminus \{0\}} є комутативною групою по множенню;
- множення є дистрибутивним відносно додавання: {\displaystyle (a+b)*c=(a*c)+(b*c)\qquad \forall a,b,c\in F}.

Якщо підмножина {\displaystyle \ F} поля {\displaystyle \ L} сама утворює поле щодо операцій в {\displaystyle \ L} (з тими самими нулем й одиницею), то {\displaystyle \ F} називається підполем {\displaystyle \ L,} а {\displaystyle \ L} — розширенням поля {\displaystyle \ F}. Позначається {\displaystyle \ L/F.}

## Історія
Поняття поля неявно застосовувалось Нільсом Абелем та Еваристом Галуа для дослідження розв'язків алгебраїчних рівнянь 5-го та вищих степенів.
1871 року Ріхард Дедекінд запровадив для множини дійсних та комплексних чисел поняття «тіло» (нім. körper), щоб довести їх замкненість щодо арифметичних операцій. Відтоді для позначення полів почала широко застосовуватись літера {\displaystyle \ K}. 1893 року Е. Г. Мур запровадив для цього поняття назву «поле» (англ. field).
У сучасній математиці розглядаються також і скінченні поля, що відіграють провідну роль у деяких застосуваннях, зокрема, у криптографії та теорії кодування.

## Приклади
- Полями є: множини раціональних чисел {\displaystyle \mathbb {Q} }, дійсних чисел {\displaystyle \mathbb {R} }, комплексних чисел {\displaystyle \mathbb {C} } зі звичними операціями додавання/віднімання та множення/ділення. Кожне наступне з цих полів є розширенням попереднього:

{\displaystyle \mathbb {Q} \subset \mathbb {R} \subset \mathbb {C} .}
Так само, множина всіх алгебраїчних чисел замкнена щодо алгебраїчних операцій, а тому утворює поле, яке містить {\displaystyle \mathbb {Q} } і міститься в {\displaystyle \mathbb {C} }.
- Якщо {\displaystyle p\,} — просте число, то кільце лишків {\displaystyle (\operatorname {mod} \,p)\,} — це скінченне поле з {\displaystyle p\,} елементів, яке називається полем Галуа порядку {\displaystyle p} та позначається

{\displaystyle GF(p)=\mathbb {F} _{p}=\mathbb {Z} /p\mathbb {Z} .}
Ці поля названо на честь Евариста Галуа, який першим розглянув скінченні поля. 
- Мероморфні функції {\displaystyle f(z)\,} на одиничному крузі {\displaystyle D=\{z:|z|<1\}\,}, з операціями поточкового додавання та множення, утворюють поле.

### Зауваження
- множина цілих чисел {\displaystyle \mathbb {Z} } з операціями додавання та множення НЕ утворює поля, тому що, наприклад, 2 не має оберненого в {\displaystyle \mathbb {Z} }.

- Для кожного натурального {\displaystyle n\in \mathbb {N} } існує єдине (не враховуючи ізоморфізмів) поле Галуа {\displaystyle GF(p^{n})=\mathbb {F} _{p^{n}}\,},

що складається з {\displaystyle p^{n}\,} елементів, але для {\displaystyle n\geq 2} це поле 
НЕ дорівнює кільцю лишків {\displaystyle \mathbb {Z} /p^{n}\mathbb {Z} }. 
Насправді, {\displaystyle p\cdot p^{n-1}=0(mod\;p^{n})\,}, тому {\displaystyle p\neq 0\,} не має оберненого в {\displaystyle \mathbb {Z} /p^{n}\mathbb {Z} .}

## Термінологія
Характеристика поля {\displaystyle \ F}, що позначається {\displaystyle \ charF} — це найменше натуральне число {\displaystyle n\,}, для якого сума {\displaystyle 1+1+\ldots +1\,} ({\displaystyle n\,} доданків) дорівнює {\displaystyle 0\,}, якщо ж такого числа не існує, то вважається, що характеристика поля дорівнює нулю. У наведеному означенні {\displaystyle 0\,} та {\displaystyle 1\,} позначають "абстрактні" нуль та одиницю поля {\displaystyle \ F}, тобто нейтральні елементи відповідно додавання та множення в цьому полі, а не звичні числа нуль та одиницю.
Щодо характеристик полів, приклади яких наведено в попередньому розділі, то поля раціональних, дійсних і комплексних чисел, а також поле мероморфних функцій мають характеристику нуль, у той час як будь-яке скінченне поле з {\displaystyle q=p^{n}\,} елементів, де {\displaystyle p\,} — просте число, має характеристику {\displaystyle \ p>0.}
Взагалі, у довільному полі {\displaystyle \ F} існує єдине найменше (так зване просте) підполе. Це або поле, ізоморфне полю раціональних чисел {\displaystyle \mathbb {Q} } (якщо {\displaystyle \ charF=0}), або поле {\displaystyle GF(p)\,} з {\displaystyle p\,} елементів, (якщо {\displaystyle \ charF=p.})
Зокрема, будь-яке розширення поля має таку ж характеристику, як і саме поле. Поля додатної характеристики мають незвичайні властивості, які істотно відрізняють їх від полів із характеристикою нуль. 
Поле {\displaystyle \ F} — алгебраїчно замкнене, якщо будь-який многочлен з коефіцієнтами в {\displaystyle \ F} має принаймні один корінь у {\displaystyle \ F.}
За основною теоремою алгебри, поле {\displaystyle \mathbb {C} } комплексних чисел є алгебраїчно замкнененим, на відміну від поля раціональних чисел {\displaystyle \mathbb {Q} } і скінченних полів.

## Конструкції полів
Припустимо, що комутативне кільце з одиницею {\displaystyle R\,} не має дільників нуля, тобто для будь-яких {\displaystyle a,b\in R\,} із рівності {\displaystyle ab=0\,} випливає, що або {\displaystyle a=0\,} або {\displaystyle b=0\,}. Тоді існує єдине найменше поле {\displaystyle Q(R)\,}, яке містить у собі {\displaystyle R\,}. Це поле називається полем часток кільця {\displaystyle R\,} і може бути утворено наступним способом (який узагальнює перехід від кільця цілих чисел {\displaystyle \mathbb {Z} } до поля раціональних чисел {\displaystyle \mathbb {Q} }). Спочатку розглядається множина всіх формальних виразів вигляду {\displaystyle {\frac {a}{b}}\,}, де {\displaystyle a,b\in R,b\neq 0\,}. Ці вирази додаються і множаться на зразок звичайних дробів:
{\displaystyle {\frac {a}{b}}+{\frac {c}{d}}={\frac {ad+bc}{bd}},\qquad {\frac {a}{b}}\cdot {\frac {c}{d}}={\frac {ac}{bd}}.}
Два вирази називаються еквівалентними, {\displaystyle {\frac {a}{b}}\sim {\frac {a'}{b'}}\,}, якщо {\displaystyle ab'=a'b\,}. Тоді поле часток {\displaystyle Q(R)\,} — це множина класів еквівалентності виразів, з означенними вище операціями.
Можна довести, що утворена таким чином структура — це комутативне кільце, де роль нуля та одиниці відіграють класи еквівалентності відповідно {\displaystyle {\frac {0}{1}}} та {\displaystyle {\frac {1}{1}}}, а класи еквівалентності виразів {\displaystyle {\frac {a}{1}}} є замкнененими відносно додавання та множення й утворюють кільце, ізоморфне {\displaystyle R\,} (для цього потрібно переконатися, що з {\displaystyle {\frac {a}{1}}\sim {\frac {a'}{1}}} випливає {\displaystyle a=a'\,}, а це справджується завдяки відсутності дільників нуля у {\displaystyle R\,}). До того ж, будь-який ненульовий клас еквівалентності {\displaystyle \quad {\frac {a}{b}}\quad (a,b\neq 0)} має обернений {\displaystyle {\frac {b}{a}}=\left({\frac {a}{b}}\right)^{-1}}, тому ми одержуємо поле.
Якщо застосувати цю конструкцію до кільця поліномів {\displaystyle \mathbb {K} [x]}, то одержимо поле раціональних функцій {\displaystyle \mathbb {K} (x)=Q(\mathbb {K} [x]).}